# Brandon Rivero
Brandon Rivero (* 9. März 2001 in Montevideo) ist ein uruguayischer Laiendarsteller und Webvideoproduzent.

## Werdegang
Brandon Rivero, dessen Familie russische Wurzeln hat, war Teil der ab November 2017 im KiKA ausgestrahlten vierten Staffel der Mädchen-WG. Auf seinem am 4. Dezember 2016 erstellten YouTube-Kanal erlangte er anschließend durch kurze Videos überregionale Bekanntheit. Nach der Mitwirkung in zwei Kurzfilmen wurde der Uruguayer 2019 für die Webserie Krass Klassenfahrt gecastet und war in den ersten beiden Staffeln in insgesamt 10 Episoden sowie im 2021 erschienenen Kinofilm zu sehen. Darüber hinaus entwarf Brandon Rivero als Modedesigner für den Internethändler About You im Spätsommer 2021 eine 20 Teile umfassende Kollektion.

## Filmografie
- 2019: Nachtbesuch (Kurzfilm)
- 2019: Gutmensch (Kurzfilm)
- 2019: Krass Klassenfahrt (Webserie, 10 Episoden)
- 2021: Krass Klassenfahrt – Der Kinofilm
- 2021: Despertado (Kurzfilm)
- 2023: Ahora Caigo México (TV-Show)
- 2023: Margarita (TV-Show)